# قزن

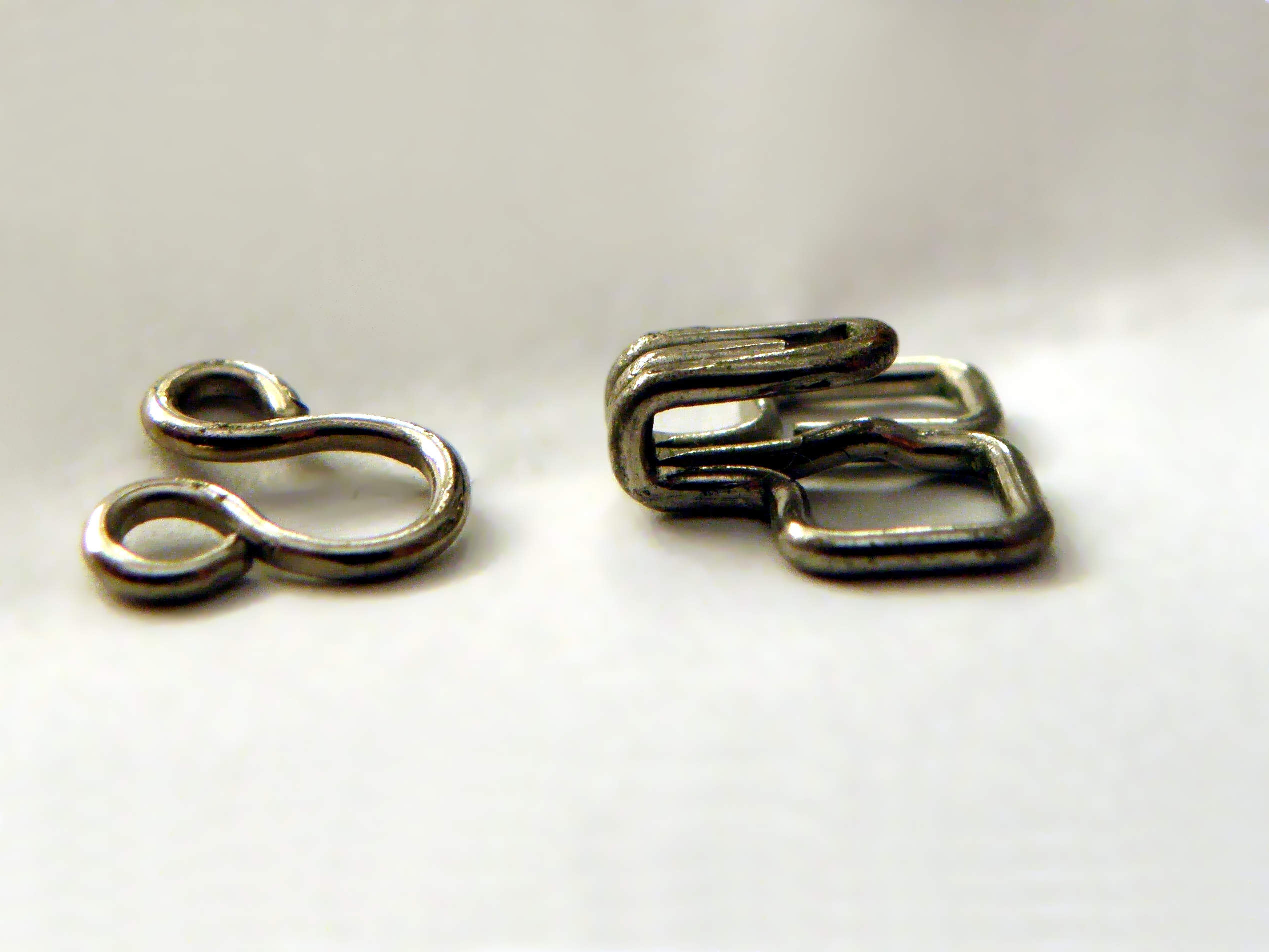
گیره و قلاب قزن

قَزَن یک مجموعه قلاب و گیره (نر و ماده) معمولاً فلزی است که در خیاطی برای بستن و جفت کردن دو طرف یک لباس مورد استفاده قرار می‌گیرد.